# Platforma scytyjska
Platforma scytyjska – dawna wielka geologiczna jednostka strukturalna Europy, przylegająca od południa do platformy wschodnioeuropejskiej, rozciągając się od dolnego biegu Dunaju na wschód, pasem o szerokości 300 do 800 km. 
Jej fundament zbudowany jest z kilku bloków o różnym wieku i genezie: od kratonizacji późnoproterozoicznej, przez waryscyjską, a nawet wczesnokimeryjską.
W obrębie platformy wyróżnia się kilka jednostek: masyw Dobrudży, płytę mezyjską, płytę mołdawską i płytę scytyjską.
Istnienie platformy scytyjskiej przyjmowano za pewnik do końca XX wieku. Ostatnie analizy wskazują jednak, że jednostka taka nie istnieje, a to, co uznawano za platformę scytyjską, jest tylko południowo-wschodnim skrajem platformy wschodnioeuropejskiej przykrytym strukturami fałdowymi i nasunięciami w kierunku jej wnętrza. Za tym poglądem przemawia zwłaszcza to, że mimo wieloletnich badań nie udało się ustalić granicy między tymi platformami. 